# MaK V 100 PA
A MaK V 100 PA dízel-hidraulikus mozdonysorozat, a DB V 100 sorozat változata, amelyet kifejezetten magánvasúti használatra terveztek. A típust a Maschinenbau Kiel (MaK) gyártotta 1963 és 1969 között, összesen 10 példányban. A V 100 PA a MaK egyik típussorozatába sem sorolható be, különleges konstrukciónak számít, és később a G 1300 BB elnevezést kapta. A 2020-as években mind a tíz példány üzemképes állapotban volt, kilenc Németországban, egy pedig Olaszországban teljesített szolgálatot. A típus a német járműnyilvántartásban a 98 80 0212 számot kapta.

## Történet
A Maschinenbau Kiel (MaK) 1950-től kezdve vezető szerepet játszott a Deutsche Bundesbahn (DB) számára a V 100 kifejlesztésében. A V 100 PA-t a Bundesbahn-sorozat alapján fejlesztették ki, amelyben az alváz, a keret és a hajtáslánc nagyrészt változatlan maradt, viszont a motort egy másik típusra cserélték. A Bundesbahn-mozdonyok közepes fordulatszámú V-motorjaival szemben egy sokkal nagyobb térfogatú, de lassú járású, MaK MA 301 FAK típusú nyolchengeres soros motort építettek be. A típusból a MaK várakozásaival ellentétben mindössze tíz példányt adtak el, mivel a vásárlók inkább az olyan olcsóbb, rúdhajtású, merevkeretes mozdonyokat részesítették előnyben, mint az 1200 D. Az a tény, hogy több mint 50 év elteltével még mindegyik gép működött, annak ellenére, hogy gyakran nagy igénybevételnek voltak kitéve, a konstrukció tartósságát bizonyítja.

## Műszaki részletek

### Motor
A V 100 PA-ba a Deutsche Bundesbahn által a V 100-ashoz megkövetelt és a MaK által nem gyártott 1500 min⁻¹ névleges fordulatszámú motorokkal szemben a bevált MaK F 301 FAK típust építették be. Ez az alacsony fordulatszámú négyütemű dízelmotor nyolc soros hengerrel és 99,68 literes összlökettérfogattal rendelkezik. A motor a kettő turbófeltöltőnek köszönhetően 1300 metrikus lóerő (960 kW) teljesítményt ad le 900 min⁻¹ fordulatszámon. A DB V 100 motorjai ezzel szemben kisebb, 59,2–78,25 liter közötti össztérfogattal és 1100–1400 PS (810–1030 kW) közötti névleges teljesítménnyel rendelkeznek, azaz a literteljesítményük 12,64–15,47 kW/l között van, míg a MaK-motoré mindössze 9,56 kW/l. Ezek a számadatok azt jelentik, hogy a MaK-motor robusztusabb konstrukcióval rendelkezik, mivel a kisebb literteljesítményű és körülbelül azonos névleges teljesítményű motorok nagyobbak és nehezebbek, de általában tartósabbak is. A MaK-motor a körülbelül 9 200 kilogrammos súlyával körülbelül kétszer olyan nehéz, mint a V 100-ba épített motorok.

### Hajtás, keret és futómű
A V 100-hoz hasonlóan a hajtáslánc a fő dízelmotortól kardántengelyeken és a hidraulikus hajtóművön keresztül jut el a két forgóvázhoz, amelyek mindegyike két hajtott kerékpárral van felszerelve. A keretet a nehezebb motorhoz igazították. A tűgörgős csapágyak helyett robusztusabb, keresztgörgős csapágyakkal ellátott kardántengelyeket alkalmaztak. A V 100 és a V 100 PA hajtóművei a Voith L 216 típusának változatai. A V 100 PA esetében az alacsonyabb motor- és így a bemeneti fordulatszám miatt egy módosított bemeneti áttétellel rendelkező változatot választottak. A hidraulikus hajtóművet egy mechanikus hátrameneti és kétfokozatú sebességváltó követi, amely egy lassú (maximális megengedett sebesség: 54 km/h) és egy gyorsfokozatból (maximális megengedett sebesség: 79 km/h) sebességfokozatból áll. A hajtómű pontos típusjelzése L 216 rsb. A mozdonyt opcionálisan csak egyfokozatú sebességváltóval is kínálták (gyorsfokozat nélkül, maximális megengedett sebesség: 54 km/h). Ennek a hajtóműnek a pontos típusjelzése L 216 rb. Az 1000243 gyártási számú mozdony az egyetlen, melyet az utóbbi változatban rendeltek meg. Opcionálisan más áttételezéssel 107 km/h végsebesség is elérhető volt, azonban ezzel egyetlen ügyfél sem élt.

### Felépítmények
Ezek egyértelműen különböznek a DB-mozdonyoktól, és a késői első generációs MaK-mozdonyok jellegzetes formáját követik. A V 100 PA dőlt vezetőfülke-ablakokkal és külső napellenzővel is rendelkezik. A DB-mozdonyok oldalra nyíló bejárataitól eltérően a vezetőfülkébe biztonsági okokból csak az oldalsó járdákon keresztül lehet belépni; a két bejárati ajtó a vezetőfülke menetirány szerinti bal oldalán kapott helyet. A V 100-hoz képest a gépterek keskenyebbek. A mellgerenda a V 100-hoz képest kissé előrébb lett tolva, így az ütközők közötti hossz is 12 610 milliméterre nőtt. A hosszabb motor miatt az azt takaró hosszabb géptér is jelentősen hosszabb, mint a DB-változaté.

### Hűtés
A hosszabb géptér elején egy U alakú, háromrészes hűtőblokk található, hidrosztatikusan hajtott ventilátorral. Az ehhez szükséges olajszivattyút a fődízelmotor forgattyútengelye hajtja.

### Segédgépek
A Bundesbahn-változat gőzfűtéses rendszerét kihagyták, mivel a típust nem személyvonatok elé szánták. Mivel a MaK-motort nem elektromos generátor indítja, hanem egy sűrített levegős indítórendszer, ezért az indításhoz szükséges levegőhöz egy nagynyomású légsűrítőt és két 500 literes légtartályt építettek be, melyek körülbelül 15–20 indítási kísérletet tesznek lehetővé. A többi elektromos fogyasztó viszonylag alacsony teljesítményigénye miatt a magánvasúti változathoz elegendő volt egy 1000 wattos Bosch-generátor két 150 Ah kapacitású akkumulátorral, az áramellátáshoz szükséges segéddízelmotort kihagyták. Mivel a motor előmelegítése a DB-változattal ellentétben annak hiánya miatt kazánnal nem lehetséges, ezért kettő külsőleg csatlakoztatott, egyenként 4,5 kW teljesítményű elektromos fűtőpatront szereltek be. Egy másik légsűrítő 800 literes főlégtartállyal látja el a pneumatikus fékrendszert.

## Üzemeltetők

### 1000243 gyártási számú mozdony
Ezt a mozdonyt 1964-ben a leverkuseni székhelyű Bayer AG gyógyszer- és vegyipari vállalat megrendelésére gyártották. V 105 pályaszámmal a csoport saját vasútvonalán, a Köln–Mülheim–Leverkusen-vasútvonalon (EKML) használták. 2001-ben meghibásodások miatt törölték az állományból. Ezt követően a Eisenbahn-Verkehrs-Gesellschaft im Bergisch-Märkischen Raum, majd a Westfälische Lokomotiv-Fabrik Hattingen Karl Reuschling (WLH) vette át, ahol a WLH 80 elnevezést kapta. Más vasúttársaságoknak adták kölcsön, amíg 2007-ben el nem adták. A mozdony 2007-ben kettő mozdonykereskedő kínálatát is megjárta, míg el nem adták a Dienstleistungen für den Gleisbaunak. Innen 2012-ben a Redler-Service-hez került, ahol az 1 pályaszámot és a Jana becenevet kapta. A mozdonyt a típus összes többi példányával ellentétben egyfokozatú hajtóművel szállították, így maximális sebessége 54 km/h. A mozdony motorja az eredeti műszaki állapotában van, de a menetszabályzó kereket egy karral váltották ki és rádiós távvezérlést is kapott.

### 1000244 gyártási számú mozdony

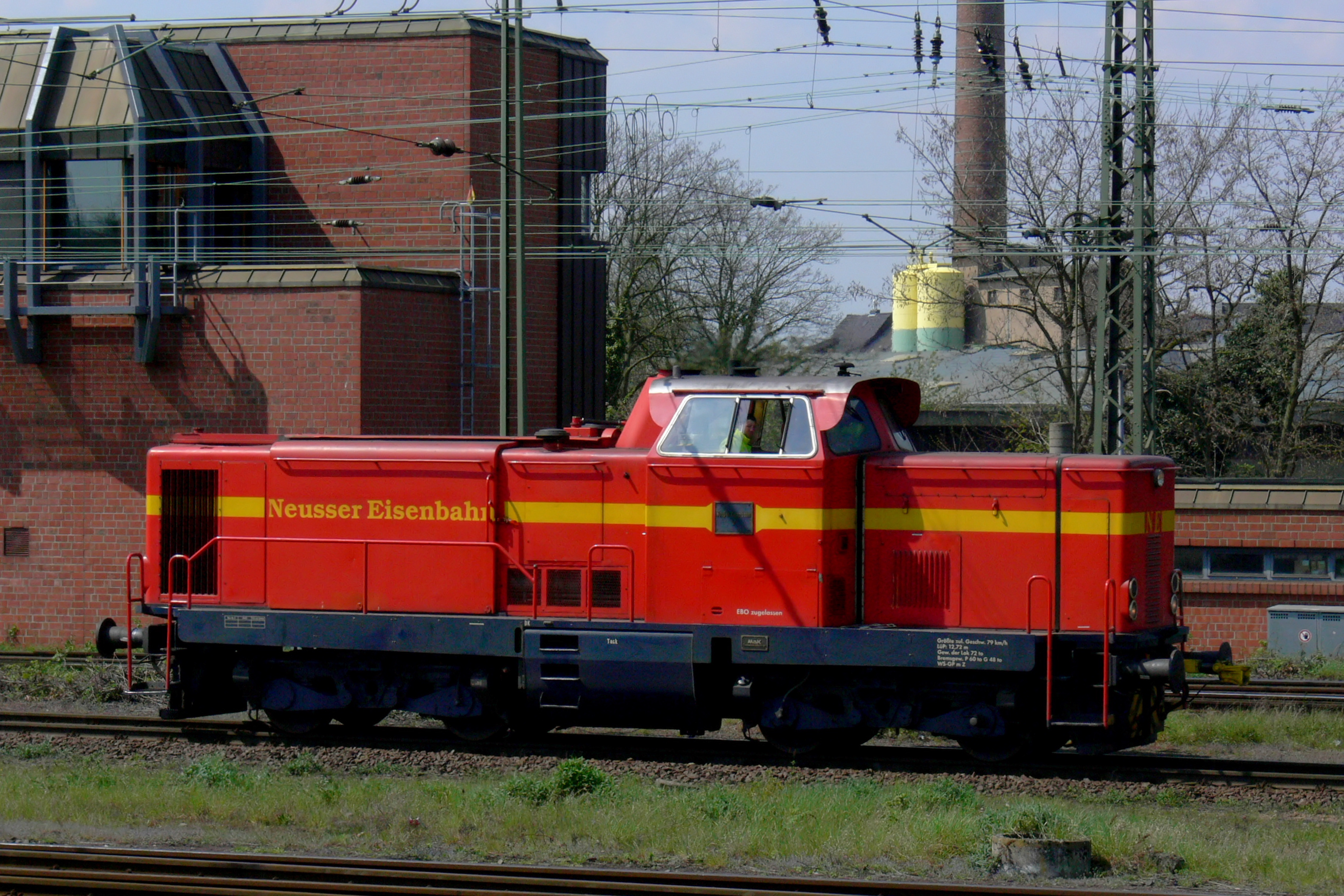
A MaK 1000244 a Neusser Eisenbahn V-ös mozdonyaként Neussban (2008)

1965-ben építették a svéd Nora Berglas Järnvägs AB magán vasúttársaság megrendelésére, ahol a T 25 pályaszámot kapta. A T 26-os testvérgépével együtt (gyártási szám: 1000248) ércszállításra használták az ércbányák és a kohók között. 1979-ben a dán Odsherreds Jernbane (OHJ) vállalathoz került, ahol a T 46, míg a testvérgépe a T 45 pályaszámot kapta. 1987-ben mindkét mozdonyt törölték az állományból, majd a Krupp MaK Maschinenbau GmbH moersi javítóüzemébe kerültek. A mozdonyokat itt alaposan felújították. A mozdony 1992-ben a Neusser Eisenbahnhoz került és még a 2020-as években is a neussi és a düsseldorfi kikötőben teljesített tolatási szolgálatot. Az eredeti motort egy 1200 PS (880 kW) névleges teljesítményű MTU-motorra cserélték.

### 1000245 gyártási számú mozdony

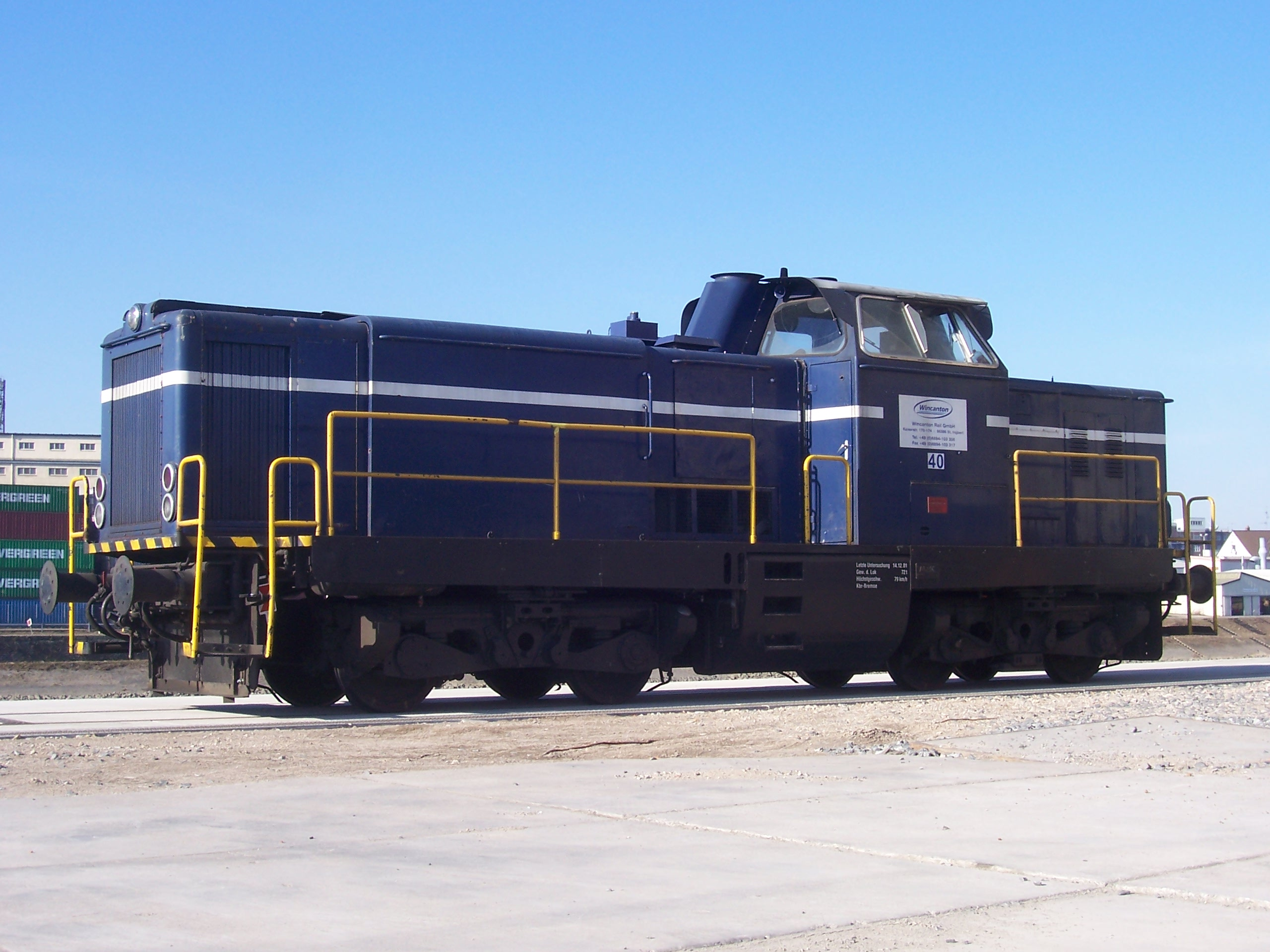
A MaK 1000245 2008 februárjában a mannheimi konténerkikötőben

1965-ben építették a Hersfelder Kreisbahn (HKB) megrendelésére, ahol a V 32 pályaszámot kapta. Ez az egyetlen olyan V 100 PA mozdony, amelyet a megrendelő kérésére a személyvonatok előtt történő szolgálatra kazánnal szereltek fel, amely a rövidebb géptérben kapott helyet. Miután a HKB 1993. decemberének végén a személy- és a teherszállítással is felhagyott, a mozdonyt 1995-ben eladták az azt korábban bérlő Butzbach-Licher Eisenbahnnak (BLE). 1999-ben a mozdonyt motorhiba után letétbe helyezték, majd a BLE hanyatlása miatt 2001-ben eladták azt a mannheimi Railimpex mozdonykereskedőnek. Innen 2002-ben egy általános ellenőrzést követően a Unisped Spedition und Transportgesellschafthoz (USS), majd 2006-ban a Wincanton Railhez került. Az USS 2004-ben modernizálta a mozdonyt WLH hattingeni műhelyében: 1000 kW teljesítményű Caterpillar-motort, az új motor nagyobb bemeneti fordulatszámának megfelelő átdolgozott hidraulikus hajtóművet, módosított motorvezérlőrendszert és GSM-R vonatrádiót kapott. 2009. november 4-én a mannheimi kikötőben egy konténertargoncával ütközött. A Wincanton Rail és az utódvállalata V 40 pályaszámon Rajna-vidék-Pfalz és Saar-vidék tartományokban fővonali és munkavonati szolgálatban használta a mozdonyt 2017-ig, amíg el nem adta azt a Redler-Service vállalatnak.

### 1000246 gyártási számú mozdony
1966-ban építették az Ilseder Hütte megrendelésére, ami az üzemi vasútján a gőzmozdonyait akarta kiváltani a géppel. A 41-es pályaszámú mozdonyt a Peine és Broistedt felé vezető vonalakon használták. 1972-ben az üzemi vasutat beolvasztották a Verkehrsbetriebe Peine-Salzgitterbe, ahol a mozdony az 1301 pályaszámot kapta. 1982-ben a gép az olaszországi Ferslento S.r.l vállalathoz került, majd a 2000-es években a római székhelyű Salcef Costruzioni Edili E Ferroviarie S.p.A.-hoz. A mozdonyt mindkét olasz vállalat T 5645 szám alatt üzemeltette, és munkavonatokhoz használta.

### 1000247 gyártási számú mozdony

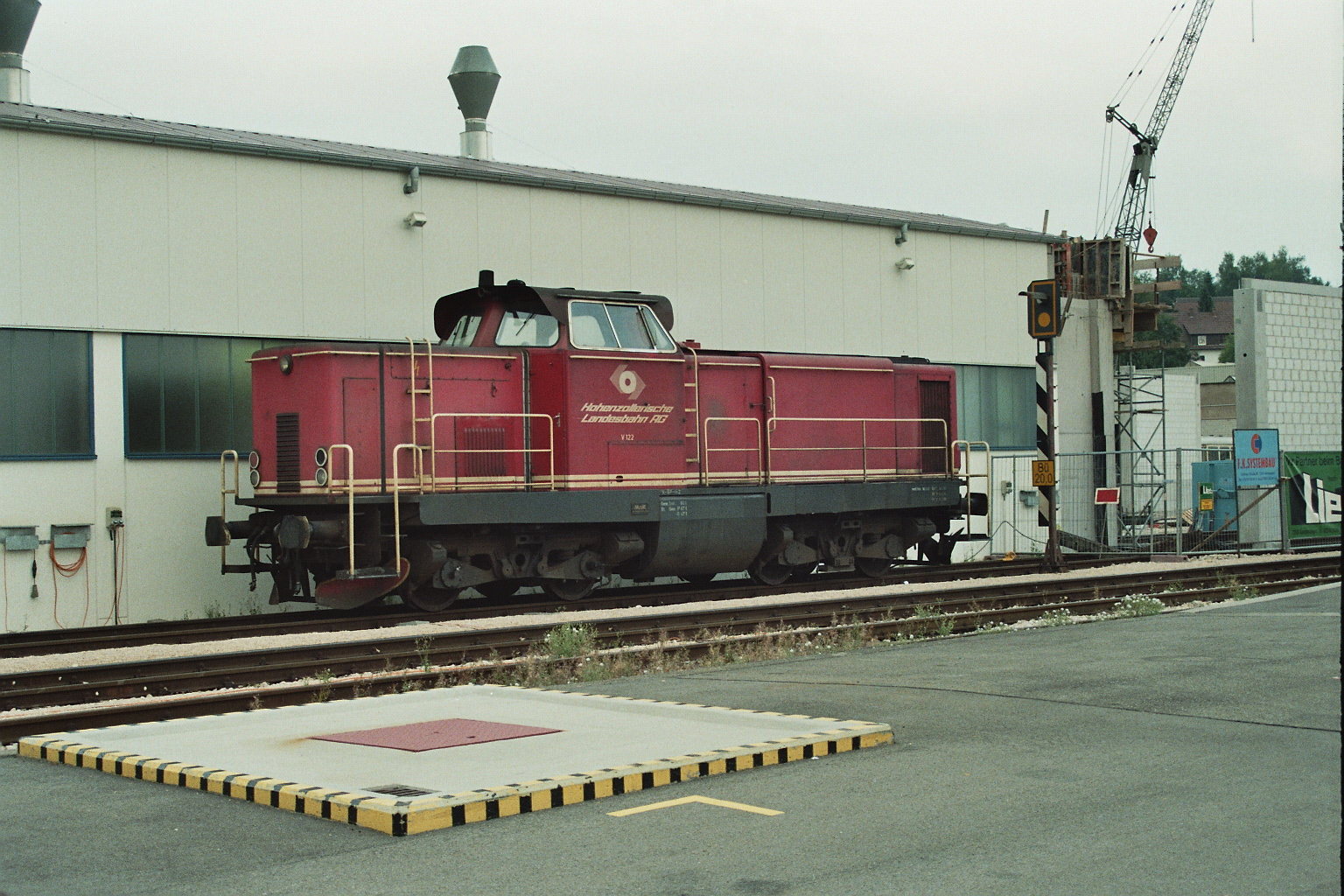
A MaK 1000247 Gammertingenben (2000)

1963-ban építették, kezdetben a MaK V 100 PA 02 pályaszámon bérmozdonyként alkalmazta, amíg 1964-ben meg nem vásárolta a Hohenzollerische Landesbahn (HzL), ahol a V 122 pályaszámot kapta. Itt nehéz terhelésű sószállító vonatok húzására használták. Később főként tartalékos feladatokat látott el, például tolószolgálatot a Rampe Stetten (Haigerloch közelében) és Gammertingen között. A mozdony eredeti műszaki állapotában van. 2010 októberében a mozdony fővizsgája lejárt, majd a HzL eladásra kínálta a mozdonyt. 2011 júliusában a Süddeutsches Eisenbahnmuseum Heilbronn múzeumvasút vásárolta meg, majd hozta újra működőképes állapotba.

### 1000248 gyártási számú mozdony
1966-ban építették az 1000244 testvérmozdonyaként a svéd Nora Berglas Järnvägs AB magán vasúttársaság megrendelésére, ahol a T 26 pályaszámot kapta. Testvérgépéhez hasonlóan 1979-ben a dán Odsherreds Jernbane (OHJ) vállalathoz került, ahol a T 45 pályaszámot kapta, majd 1987-ben a Krupp MaK Maschinenbau GmbH moersi javítóüzemébe kerültek. 1988-ban teljesen felújították, majd a Rhenus Lager und Umschlag AG vette át, itt a 3-as pályaszámot kapta, és berlini Siemens-Güterbahnon használták. Miután a Rhenus beszüntette a vonal kiszolgálását, a mozdony a Rhenus Midgard Deutsche Seeverkehrs AG nevű leányvállalatához került, ahol 2013-ig D 2 pályaszámon nehéz terhelésű tolatási szolgálatot teljesített a nordenhami kikötőben. A gépet 2013-ban megvásárolta a Redler-Service, ami a 2-es pályaszámot és a Janina becenevet adta a mozdonynak. A mozdony eredeti műszaki állapotában van.

### 1000255 és 1000256 gyártási számú mozdonyok

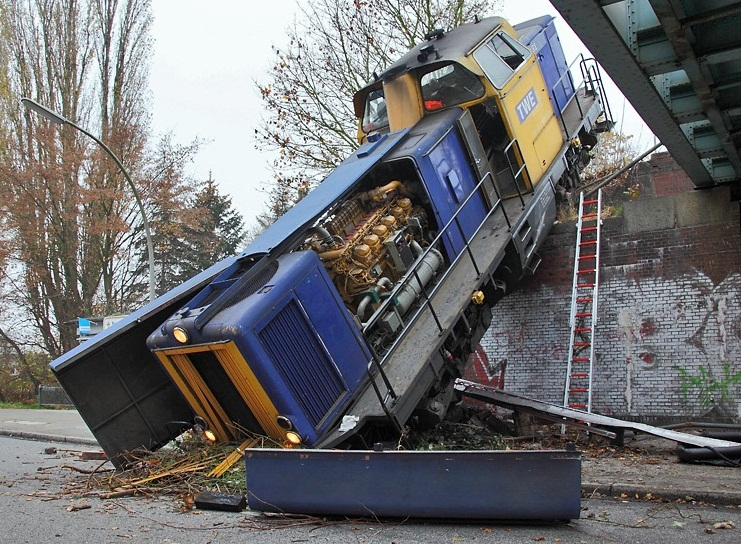
A TWE V 131 mozdonya a 2011-ben bekövetkezett balesetét követően Hamburg-Billwerderben

Mindkettő mozdonyt 1968-ban építették a Teutoburger Wald-Eisenbahn (TWE) megrendelésére. A mozdonyok 2015-ig a TWE szolgálatában álltak V 131 (1000256) és V 132 (1000257) pályaszámokon. Kezdetben a gépeket személy- és teherszállításra is használták. 1981-től egyre inkább nehéz acélvonatokat vontattak Lingen/Emsland és Paderborn között. 1995-ben két MaK G 1205 váltotta fel a mozdonyokat ebben a szolgálatban. Ez után a mozdonyokat a TWE vasúthálózatán kívül is használták. Mivel a MaK-motorok a nehéz terhelésű szolgálatban erősen elhasználódtak, a mozdonyokat egy 970 kW teljesítményű Caterpillar CAT-3512-B motorral szerelték fel. A V 131-es 2011. november 10-én súlyos balesetet szenvedett; Mittlerer Landweg vasútállomás közelében kiütött egy ütközőbakot, és 7 métert zuhant az úttestre. 2015. augusztus 19-én mindkét gép a Bayerischer CargoBahn GmbH és a TWE Bahnbetriebs GmbH összeolvadásával létrehozott Captrain Deutschland CargoWest állományába került.

### 1000257 gyártási számú mozdony
Az előző kettő V 100 PA-hoz hasonlóan ezt is Teutoburger Wald-Eisenbahn megrendelésére építették 1968-ban, ahol a V 133 pályaszámot kapta. A V 131 és a V 132 mozdonyokkal megegyező feladatokat látott el, amíg 1989-ben el nem adták a Rinteln-Stadthagener Eisenbahnnak. A vállalat csődje után előbb a Deutsche Eisenbahn-Gesellschafthoz, majd a TWE-hez került, ahol a testvérmozdonyaihoz hasonlóan Caterpillar CAT 3512-B típusú motort kapott. A TWE 2015-ig bérmozdonyként alkalmazta, amíg a Bayerischer CargoBahn GmbH és a TWE Bahnbetriebs GmbH összeolvadásával létrehozott Captrain Deutschland CargoWest állományába nem került.

### 1000258 gyártási számú mozdony

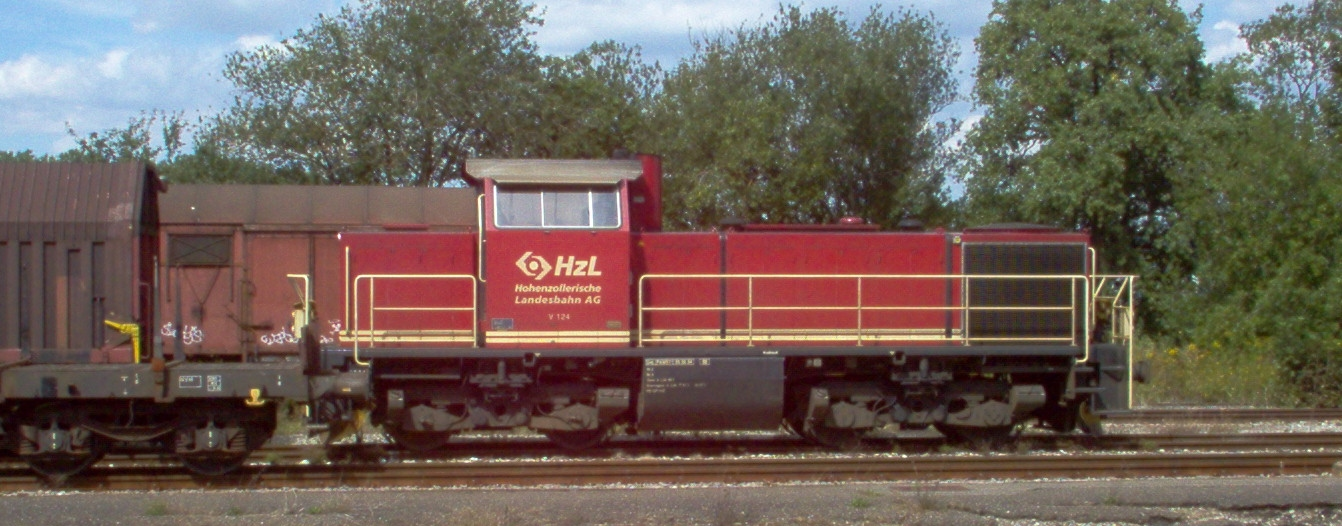
A V 124 az átalakítás után (2007)

Az utolsó legyártott V 100 PA, melyet 1969-ben építették a Hohenzollerische Landesbahn (HzL) megrendelésére, ahol a V 124 pályaszámot kapta. Ugyanazokat a feladatokat látta el, mint a V 122. A gépet 2003 májusa és 2004 júliusa között a Gmeinder Lokomotivenfabrik mosbachi üzemében teljesen átépítették és korszerűsítették. Az eredeti mozdonyból kizárólag a futóművet vették át, a gépet új felépítményekkel és MTU V8 4000 R 41 dízelmotorral szerelték fel. 2009-ig a HzL nehéz tehervonatait húzta, utána bérmozdonyként üzemeltették. 2018-ban megvásárolta a SWEG Südwestdeutsche Landesverkehrs-GmbH, 2021-ben a concert-logistics unirail GmbH, majd 2022-ben a European Wagon Lease Asset GmbH & Co. KG.

## Fordítás
Ez a szócikk részben vagy egészben  a   MaK V 100 PA című német Wikipédia-szócikk ezen változatának fordításán alapul.  Az eredeti cikk szerkesztőit annak laptörténete sorolja fel. Ez a jelzés csupán a megfogalmazás eredetét és a szerzői jogokat jelzi, nem szolgál a cikkben szereplő információk forrásmegjelöléseként.